# Cleistocactus granditessellatus
Cleistocactus granditessellatus ist eine Pflanzenart in der Gattung Cleistocactus aus der Familie der Kakteengewächse (Cactaceae). Das Artepitheton granditessellatus leitet sich von den lateinischen Worten grandis für ‚groß‘ sowie tessellatus für ‚mosikartig gewürfelt‘ ab.

## Beschreibung
Cleistocactus granditessellatus wächst strauchig mit wenig verzweigten, niederliegenden bis aufsteigenden, grünen Trieben, die bei Durchmessern von 2,5 bis 5 Zentimetern Längen von über 1 Meter erreichen. Es sind 6 bis 7 gehöckerte Rippen vorhanden, die durch Querfurchen in länglich sechseckige Felder gegliedert sind. Meist ist oberhalb der 7 bis 10 Millimeter auseinander stehen Areolen eine senkrechte Furche vorhanden. Die 5 bis 13 Dornen sind braun bis grau mit brauner Spitze. Der Mitteldorn, der fehlen kann, manchmal sind auch zwei vorhanden, ist pfriemlich, abstehend und 1 bis 4 Zentimeter lang. Die pfriemlich bis nadelförmigen, abstehenden Randdornen sind etwa 5 Millimeter lang.
Die röhren- bis trichterförmig Blüten erscheinen seitlich und besitzen einen schiefen Saum. Sie sind 8 bis 9 Zentimeter lang und erreichen Durchmesser von 4 bis 5 Zentimetern. Ihre Perikarpell ist dicht lang braun bis grau bewollt. Die Blütenröhre ist locker bis dicht weiß bis braun bewollt. Die kugelförmigen, grünlichen, behaarten Früchte erreichen Durchmesser von 2 bis 3 Zentimetern.

## Verbreitung und Systematik
Cleistocactus granditessellatus  ist in den peruanischen Regionen La Libertad und Ancash verbreitet.
Die Erstbeschreibung als Loxanthocereus granditessellatus erfolgte 1957 durch Werner Rauh und Curt Backeberg. Beat Ernst Leuenberger stellte die Art 2002 in die Gattung Cleistocactus.

## Nachweise